# قصر طوب قابي

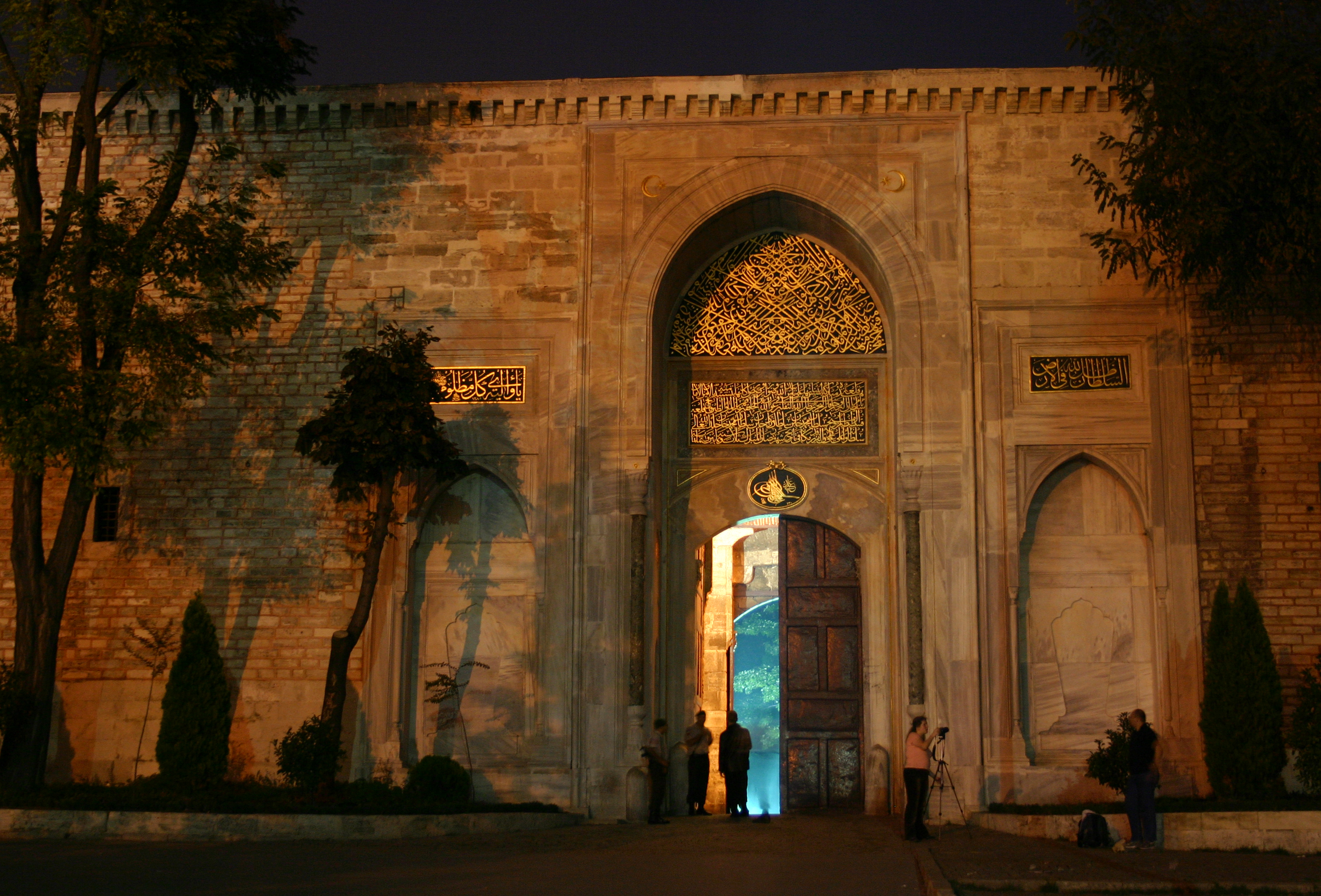
الباب العالي

طوب قابي (بالعثمانية: طوپ قاپو سرايى وبالتركية الحديثة: Topkapı Sarayı) أكبر قصور مدينة إسطنبول التركية، ومركز إقامة سلاطين الدولة العثمانية لأربعة قرون من عام 1465 م إلى 1856 م.
ومع أن القصر لم يكن على درجة عالية من الترف والبذخ الذي عرفت به القصور في تلك الأيام إلا أنه أصبح اليوم يجذب أعدادًا كبيرة من السياح بعد أن كان في السابق يستخدم لمناسبات الدولة، وهو يحوي بعض الآثار المقدسة الإسلامية مثل بردة رسول الله صلى الله عليه وسلم وسيفه. صنفت اليونسكو القصر على أنه من ضمن المعالم المنتمية للمناطق التاريخية في إسطنبول، وفي عام 1985 م أصبح موقعًا للتراث العالمي ووُصف على أنه من أفضل الأمثلة على التنوع الثقافي في الدولة العثمانية.
يتألف القصر من أربعة أفنية رئيسية وعدد من المباني من مساكن ومطابخ ومساجد ومستشفى وغيرها، وكان يقيم فيه بذروة الدولة ما يقرب من 4,000 شخص. بدأ بناء قصر طوب قابي في 1459 م بأمر من السلطان العثماني محمد خان الثاني فاتح القسطنطينية، وأطلق عليه في بداية الأمر «يني سراي» أي «القصر الجديد» لكي يميز عن مقر الإقامة السابق، وأخذ القصر اسمه الجديد «طوب قابي» بمعنى («الباب العالي») في القرن التاسع عشر، وقد جرى توسيعه على مر العصور، وتجديده بعد زلزال 1509 م وحريق 1665 م.
بدأ القصر يفقد اهميته تدريجياً بعد القرن السابع عشر، وتفضيل السلاطين العثمانيين البقاء في القصور الجديدة، وفي عام 1856 م أمر السلطان عبد المجيد الأول ببناء قصر طولمة باغجة أول قصر يبنى على النمط المعماري الأوروبي وتم الانتقال إليه مع بقاء بعض الإدارات في قصر طوب قابي مثل وزارة الخزانة والمكتبة.
وعقب سقوط الدولة العثمانية في عام 1923 م حولت الحكومة التركية القصر إلى متحف بتاريخ 3 أبريل 1924 م، وانتقلت إدارة القصر إلى وزارة الثقافة والسياحة التركية. يحتوي مجمع القصر على مئات الغرف، وتتم حراسته من قبل مسئولي الوزارة وكذلك حراس من الجيش التركي. يحتوي القصر على العديد من الأمثلة للهندسة المعمارية العثمانية. كما أنه يحتوي على مجموعات كبيرة من الخزف والألبسة والأسلحة والدروع والمنمنمات العثمانية والمخطوطات الإسلامية والمجوهرات العثمانية.

## أصل التسمية
كان اسم القصر: «القصر الجديد» (بالعثمانية: سراى جديد عامره) حتى القرن الثامن عشر. ثم أخذ اسمه الحالي خلال عهد محمود الأول عندما تدمر واحترق القصر الساحلي (Topkapusu Sâhil Sarâyı، قصر باب المدفع الساحلي). والاسم التركي الحالي «طوپ قاپو» يعني «بوابة المدفع».

## التاريخ

### الموقع

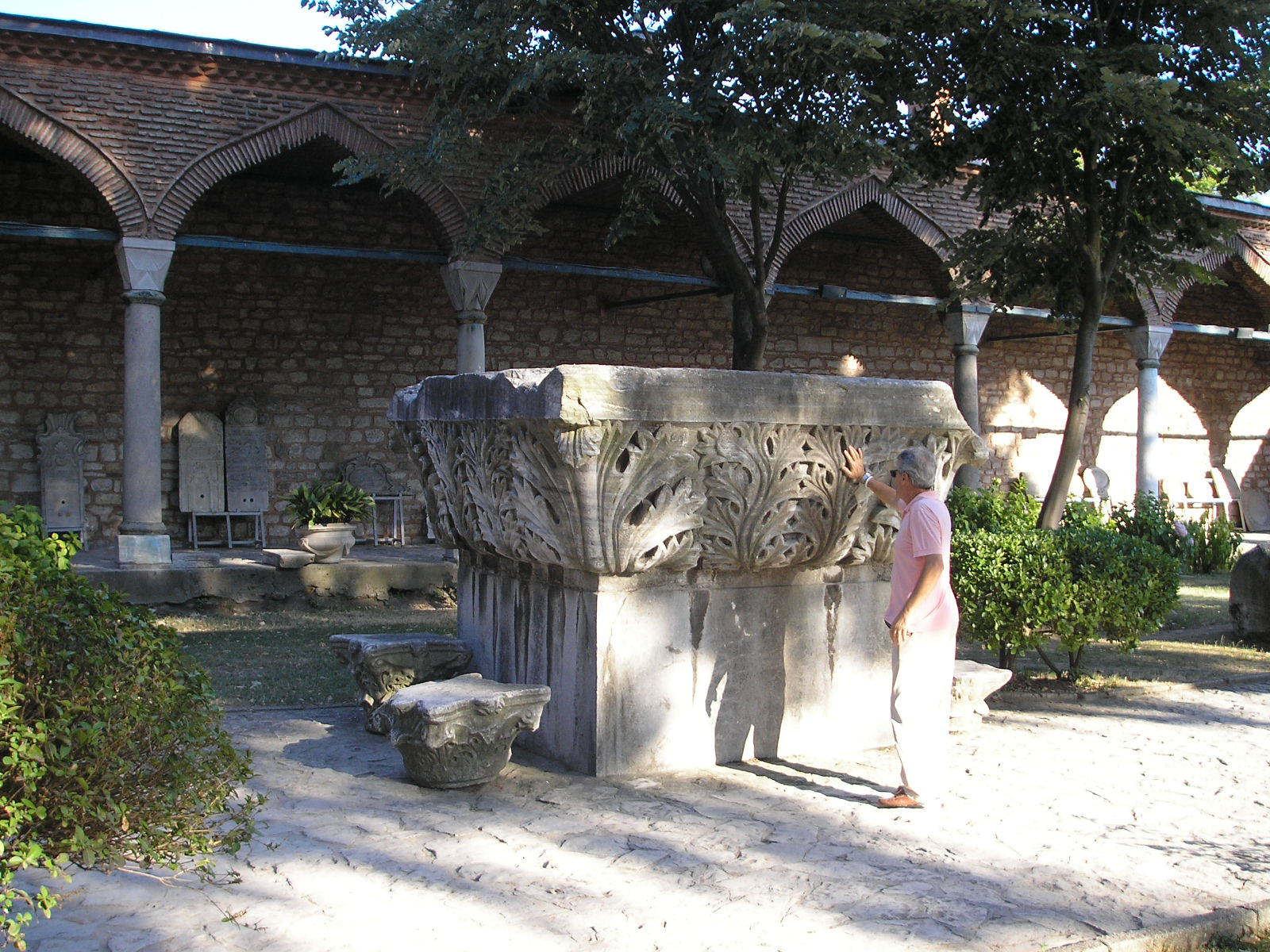
بقايا آثار بيزنطية في الفناء الثاني.

يقع القصر في منطقة سراي بورنو على طُنُف تطل على القرن الذهبي وبحر مرمرة، ويطل القصر من عدة نقاط على مضيق البوسفور. يقع القصر في مكان مرتفع وعلى أعلى نقطة قريبة من البحر. وخلال عهد اليونانيين والبيزنطيين كان القسم الحصين العلوي من المدينة الإغريقية القديمة بيزنطة يقع هنا. وهناك خزان أرضي تحت الفناء الثاني يرجع للعهد البيزنطي، وقد استخدمه العثمانيون، كذلك توجد بقايا كنيسة صغيرة تم اكتشافها حديثًا وقد سُميت بكنيسة القصر. كذلك توجد كنيسة تقع في الفناء الأول من القصر تُسمى بآيا إيرين، لكنها لا تعتبر جزء من القسم الحصين العلوي من بيزنطة.

## بناؤه
بعد دخول السلطان محمد الثاني أو محمد الفاتح إلى القسطنطينية (إسطنبول) عام 1453 م، والتي أصبحت فيما بعد عاصمة إمبراطورية ضخمة، أقام هذا السلطان ما بين عامي 1475 – 1478 م القصر الجديد في استانبول، ثم أضاف إليه السلطان أحمد الثالث 1709 م جناحًا أطلق عليه اسم طوب قابي، وبعد احتراق القصر وتجديده أطلق عليه اسم قصر طوب قابي، واستمر ليكون قصرًا للسلطان وحاشيته وأهله وزوجاته، وكذلك مكانًا رسميًا لاستقبال الضيوف والزوار، وقد أُنشئ هذا القصر عام 1474 م بأبعاد (210 × 30 متر)، وبُني من الحجر بُنَّي اللون، وهو عبارة عن مجموعة من المباني التي تربطها أفنية وممرات حركة ومناطق خضراء، وللقصر مدخل رئيسي يتكون من دعامتين عاليتين تشبهان المنارة تدعى (باب المدفع) بارتفاع 15,2 مترًا وبعرض 15,5 مترًا، بين القرن الذهبي وبحر مرمره.

## مركز الحكم
كان القصر مركز الحكم بالنسبة للسلاطين العثمانيين وكانت جميع الأقاليم تستعمل اسمه للإشارة إلى السلطان.

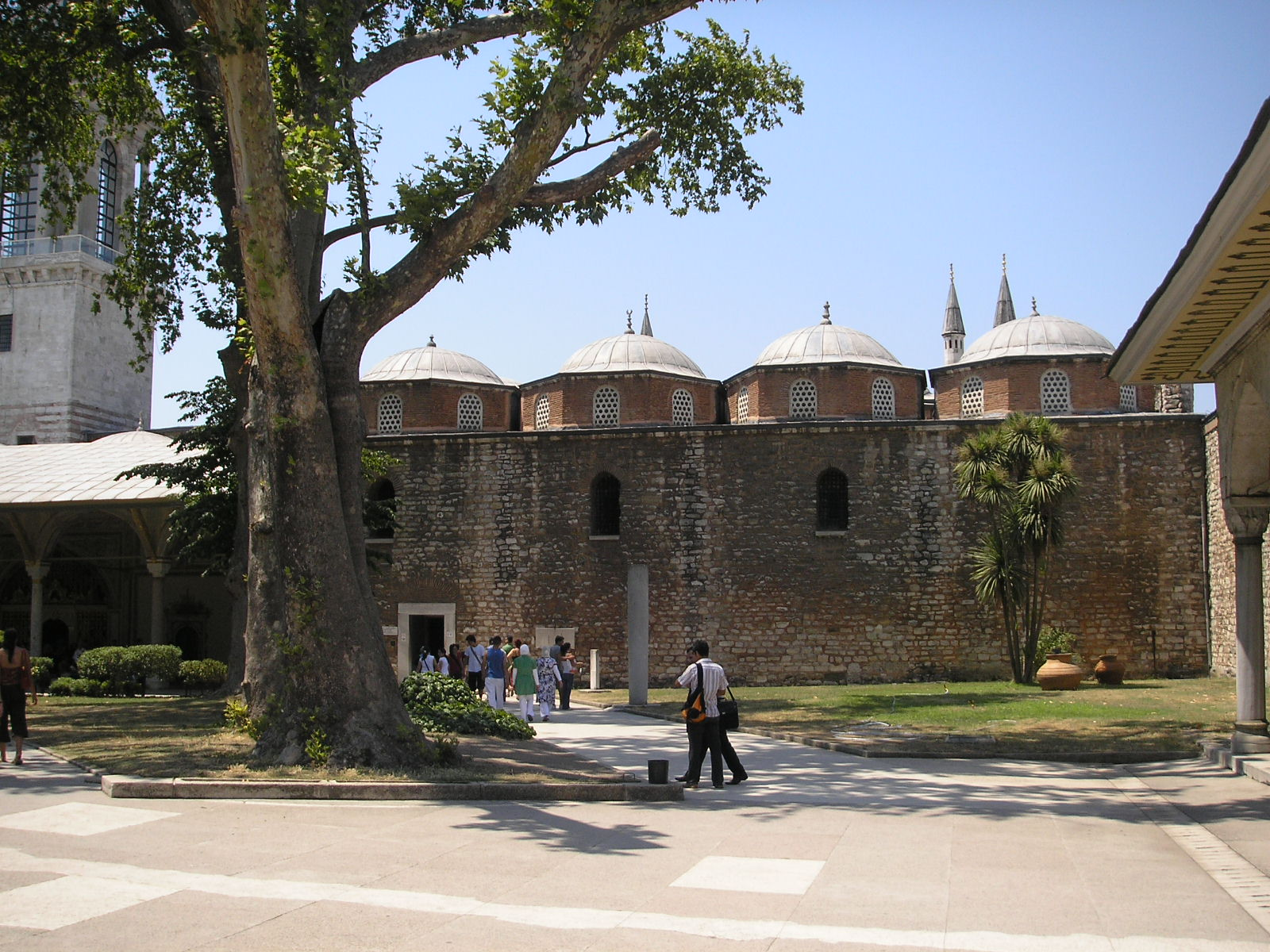
لقطة داخلية

## المتحف
يتكون هذا القصر من عدة أجنحة تخدم فعاليات مختلفة، حيث جناح العهد، وجناح والدة السلطان، وديوان السلطان ووزرائه، وكذلك جناح لكل زوجة من زوجات السلطان، إضافة إلى متحف للهدايا التي تهدى إلى السلطان، وساحة للاحتفالات، وأجنحة الحراس والخدم.
حول القصر إلى متحف وهو مثال رائع على العمارة العثمانية وتوجد به مجموعة كبيرة من الخزف والأثواب والأسلحة وصور السلاطين العثمانيين والمخطوطات والمجوهرات والكنوز العثمانية بالإضافة إلى عروش السلاطين.
وتوجد بالقصر غرفة الأمانات المقدسة التي نقلت من المدينة المنورة آبان الثورة العربية وتوجد بها آثار الرسول محمد صلى الله عليه وسلم، سيفهُ وعصاتهُ وضرسه وجزء من شعرِه وإحدى خطاباته بالإضافة إلى سيوف الصحابة ومفاتيح الكعبة.

## نموذج الباب العالي

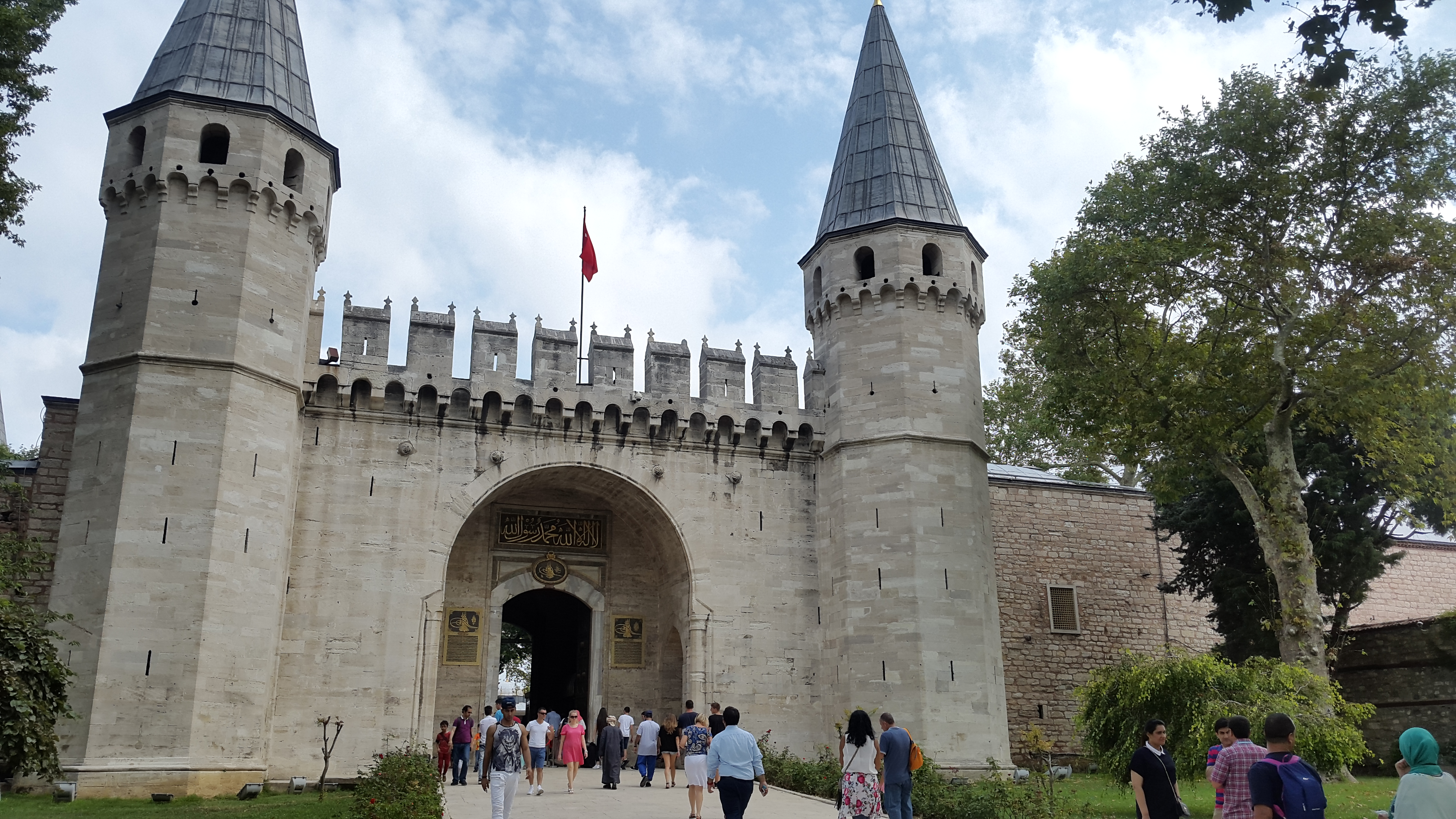
مدخل قصر طوب قابي

تم بناء القصر على قلعة بيزنطية في (سراي بورني) أعلى ربوة إسطنبول الأثرية والتي تقع بين بحر مرمرة وبوغاز اسطنبول والخليج. يحده من الناحية البرية سور «سلطاني» الذي بناه السلطان محمد الفاتح، ومن الناحية البحرية «الأسوار البيزنطية» التي تفصله عن المدينة. وخارج الأبواب التي فتحت على أماكن مختلفة داخل القصر بأبواب برية وأبواب بحرية، مدخل أثري للقصر وهو الباب الهمايوني (باب السلطنة) الذي يتواجد خلف آيا صوفيا. ونظراً لأن طوپ قاپـي سراي مكان إداري وتعليمي وإقامة للسلاطين فهو ينقسم إلى قسمين أساسيين وفقاً للعمل المخصص له. وهم «بيروني» و«أندروني». «بيروني» خاص بأبنية الخدمات التي في ساحة الدار الأولى والثانية، و«أندرونيطي» خاص بالأبنية المتعلقة بالمؤسسات الداخلية.

### الباب الهمايوني (باب السلطنة)
هذا الباب يفصل القصر عن المدينة، ويدخل منه لساحة القصر التي تضم سور السلطنة الذي أنشئ مع إنشاءات القصر بأمر من الفاتح. وتوجد على هذا الباب كتابة ترجع تاريخها إلى عام 1478 م، وهي تتألف من أربعة أسطر كتبت بالخط الجلي المزين بخط «علي ابن يحيى الصوفي». ومن خلال «الطغراء» الخاص بالسلطان محمد الثاني والسلطان عبد العزيز الموجودين أسفل الكتابة من الناحية الداخلية للباب، يفهم أن الباب قد أصلح عدة مرات. والباب الهمايوني به غرف صغيرة موزعة بأبواب على جانبي الباب الهمايوني. وفوق الباب كانت توجد شقة صغيرة على شكل قصر أنشأها محمد الفاتح لنفسه، إلا أنه لا يمكن الوصول إليها في يومنا هذا؛ نظرًا لتعرضها للحريق في عام 1866 م. أما الطابق الأعلى، فهو على درجة عالية من الأهمية، حيث يستخدم بيتا للمال (خزينة الباب) وهذا المكان الخاص بنظام «المخالفات» وهو النظام الذي تحصل به خزينة السلطان على ثروات عبيد السلطان، وثروات الأشخاص الذين يتوفون بلا وريث لهم، حيث تستخدم كمكان لتحصيل الثروات -التي لا تدخل لخزينة السلطان- وتوضع أمانةً فيها لمدة سبع سنوات.

### الفناء (ساحة الفناء)
يحتل الفناء- الذي يتم الدخول إليه من الباب الهمايوني- قيمة بأعمال ذات أهمية من الدرجة الثانية لنظام الإدارة الثلاثي القصر، العاصمة، الدولة. وهذا الفناء ذو التخطيط غير المنتظم، يعد مركزًا للتواصل مع الشعب في أيام معينة، وينفذ العلاقات التي تكون مع الدولة، وكانت الساحة الوحيدة التي يمكن أن يدخلها أركان الدولة وهو متطين جيادهم. كما كانت ساحة الباب الهمايوني عبارة عن طريق ذو أشجار بارتفاع 300 متر يربط الباب الهمايوني بباب السلام وهو ساحة يمر بها السلاطين في مواكب عظيمة في مناسبات كتولي العرش، والحملات العسكرية، وأيام الجمعة. ويستخدم هذا الفناء في نفس الوقت لمرور المواكب المهمة من مواكب السفراء ومواكب (المهد)، ومواكب (الوالدة) التي تحمل الوالدة إلى القصر السلاطيني أيضًا.

### الأبنية الخدمية الموجودة في ساحة الفناء

#### درب الخانة الأميرية
كما يوجد في الناحية الشمالية مستودع الحطب ومواقد صناع الحصير لسد حاجة القصر. وهذه الأقسام التي كانت تتشكل من الحمامات وأجنحة ومعدات وحظائر، لم يتم التمكن من الوصول إليها حتى يومنا هذا. وبدلاً من هذه المباني يوجد اليوم مبنى صيدلية يستخدمه موظفي وزارة الثقافة والسياحة بالجمهورية التركية كمكان للسكن.

#### كنيسة آيا أريني في الفناء الأول
توجد كنيسة آيا أريني في ساحة الفناء الأولى. وتعد كنيسة آيا أريني- والتي جاءت بعد هذه المباني اعتباراً من عهد السلطان محمد الفاتح - والتي قد استخدمت بوصفها «جبه خانة»-واحدة من المباني النادرة التي بقيت إلى وقتنا هذا. وهذه المباني التي تبدأ من جانب «جبه خانة» الكنيسة والتي تمتد على طول الطريق الذي يعتبر ممر لحدائق (جنلي كوشك) قد تغير وضعها تمامًا حاليًا. فجزء من الدرب خانة وصل حالياً إلى 017.786 متر مربع
والمباني التي ظلت في مقابل المتحف الأثري، تم استخدمها كوقف تاريخي استأجرته من وزارة السياحة والثقافة بالجمهورية التركية.
وكان معروفًا إنه يوجد مكان لمؤسسة تعرف باسم حراسة الحريم في نهاية مباني الدرب خانة. فكان الباب الذي يوجد على طريق المؤدي لمبنى الحراسة الذي يكون من مهامه حراسة الحريم من الخارج يعرف باسم باب حراسة الحريم. كما يوجد مستشفى اندروني بدءًا من مدخل الباب الهمايوني وحتى الناحية اليمينية. ويوجد بها مع الطريق المؤدي لمباني القصر من ناحية بحر مرمرة بابًا يطلق عليه باب دينرمه.
وكلما اقتربت لمدخل الباب تشاهد عين ماء (جلان) التي تعود للقرن السادس عشر، والتي انتقلت إلى الجدار الموجود عند هذه الحافة إلى ساحة الفناء على يد السلطان عبد الحميد الثاني. أما في الناحية الشمالية للطريق فيوجد مبنى على شكل زاوية صغيرة مثمنة الشكل في ساحة الفناء من الناحية القريبة لباب السلام. فالمبنى الذي كان له سقف على هيئة طرطور عرف باسم أمين الورق أو قصر الدعاوى. وهناك يأتي واحد من الوزراء كل يوم يجمع فيه الدعاوى والشكاوى، ثم يتم استدعاء أصحاب الشكاوى ويعرضون موضوعهم على الديوان. وهذا المكان أصبح اليوم حديقة يتم فيها تقديم خدمات من طعام وشراب للزائرين المترددين على القصر.

## السراي الهمايوني - السراي الداخلي
مباني السراي الهمايوني المحاطة باسوار	باب اوطلق، باب باليق خانة، باب السعادة، خاصكي حمام، قصر آلاي، باب صوغوق جشمه، آيا صوفيا، عين ماء أحمد الثالث، منارة آهير قابي، قصر اللؤلؤ، باب الجيش، الباب الحديدي، باب باللي كوجوك، درب خانة الجديد، قصر الدرب خانة، الباب الهمايوني، قصر الجلخانة، جوتلرسوتوب، باب السلام، غرفة العرض، قصر تشللي، قصر روان، قصر بغداد، قصر قصر الصوفا، حديقة لالا، ساحة الفناء الأولى، ساحة الفناء الثالثة، قصر طوپ قاپـي سراي.

## مباني القصر الداخلية
باب السلام، جناح المطبخ، باب السعادة، غرفة العرض، قصر الفاتح، غرفة الحكيم باشا، جامع الأغوات، الخزانة الداخلية، خزينة الراحة، الحظائر الست قباب، مكتبة أحمد الثالث، غرفة الختان، مقر مراد الثالث.

## معرض صور

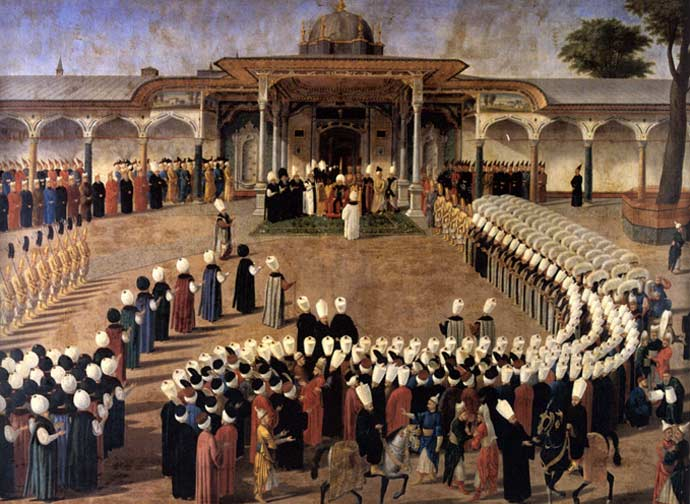
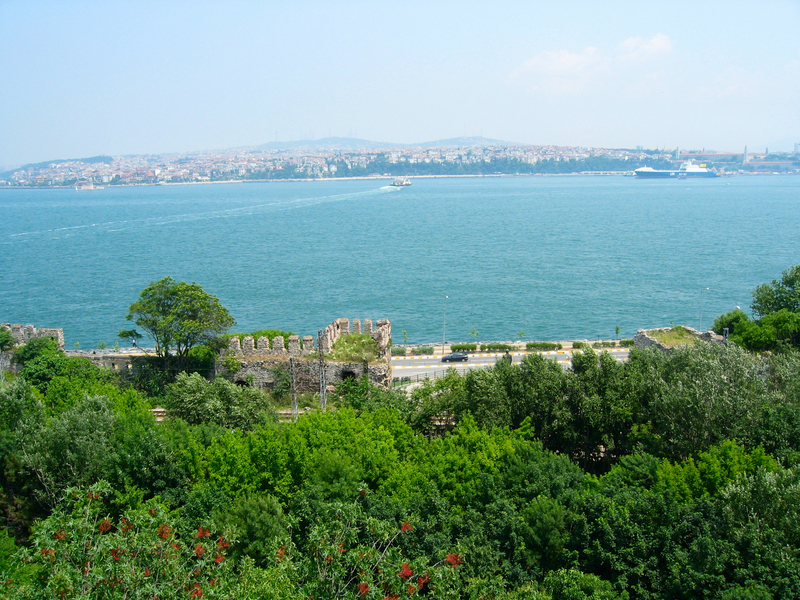
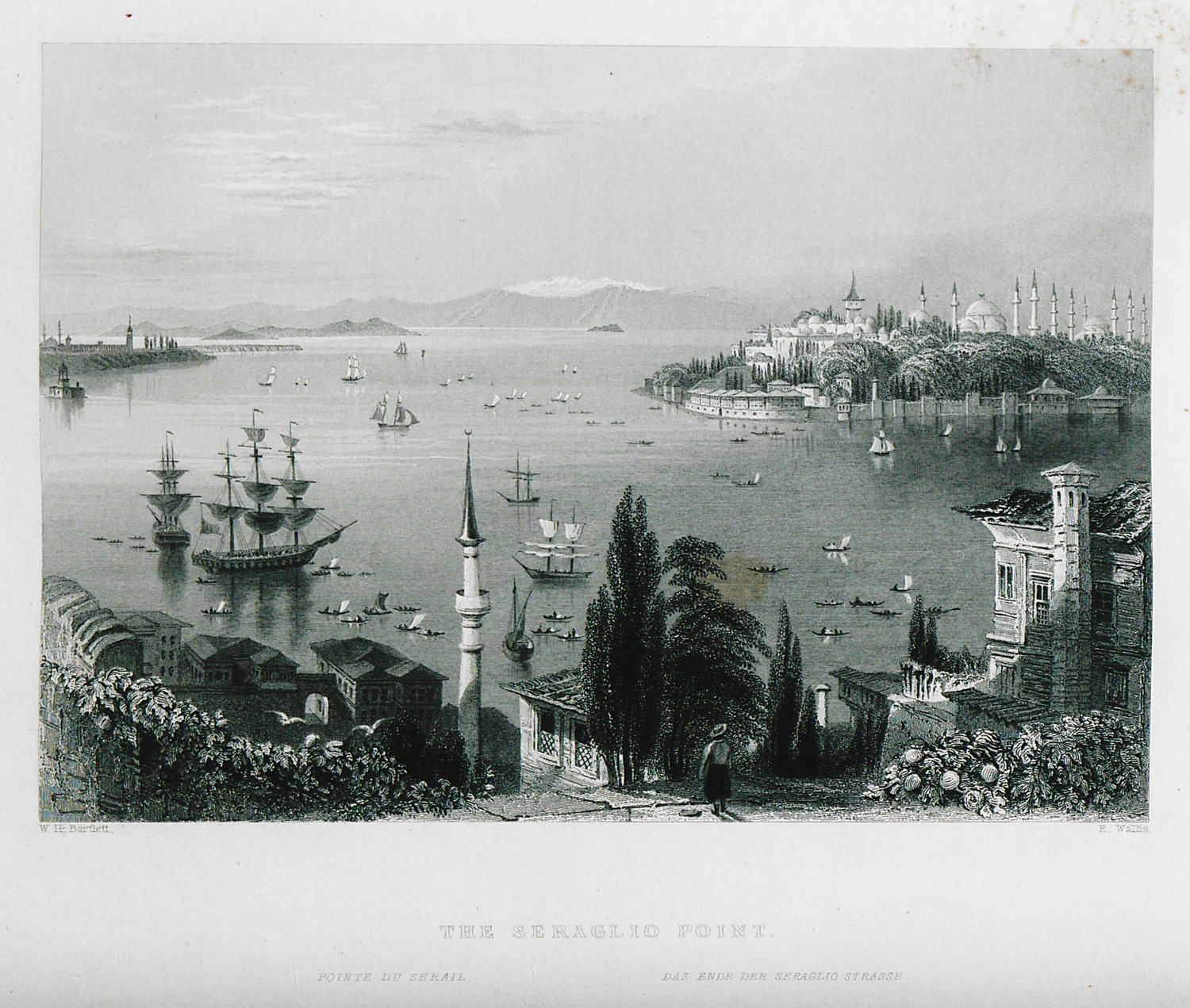
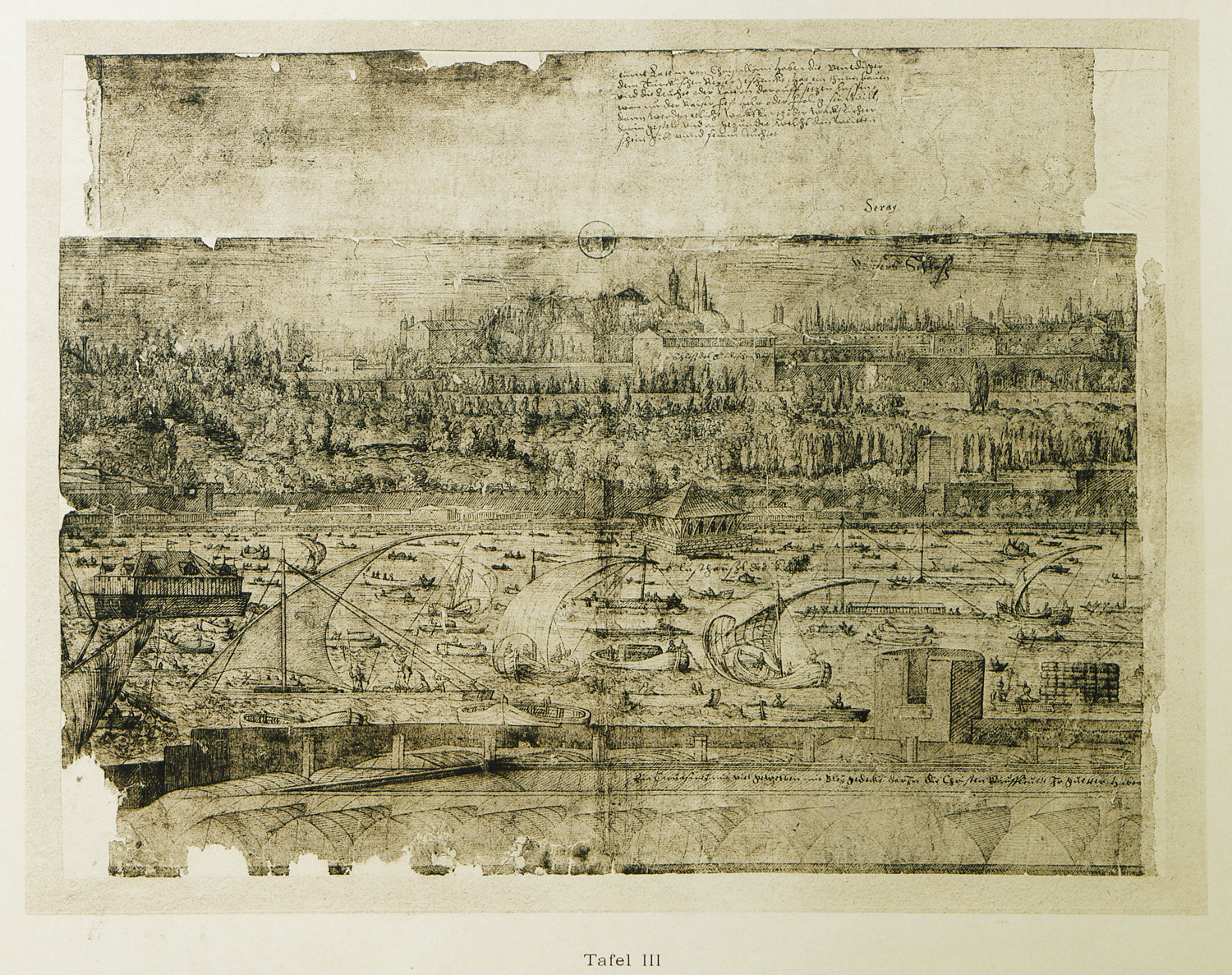

## وصلات خارجية
- الموقع الرسمي لطوپ قاپـي سراي نسخة محفوظة 8 نوفمبر 2013 على موقع واي باك مشين.
- لاية إستانبول للجمهورية التركية (جالارى إستانبول) /صورة فوتوغرافية لقصر طوپ قاپـي سراي
- تعريف وصورة فوتوغرافية لقصر طوپ قاپـي سراي
- صفحة قصر طوپ قاپـي سراي – جامعة بلكنت